# Stjärnkolibrier
Stjärnkolibrier (Heliomaster) är ett litet släkte med fåglar i familjen kolibrier som återfinns i Latinamerika. Släktet stjärnkolibrier omfattar endast fyra arter:
- Långnäbbad stjärnkolibri (H. longirostris)
- Brunhättad stjärnkolibri (H. constantii)
- Grön stjärnkolibri (H. squamosus)
- Blå stjärnkolibri (H. furcifer)